# Silver City Trophy 1961
Silver City Trophy 1961 je bila dvanajsta neprvenstvena dirka Formule 1 v sezoni 1961. Odvijala se je 3. junija 1961 na britanskem dirkališču Brands Hatch.

## Dirka
| Poz | Dirkač              | Moštvo                    | Konstruktor   | Čas/Odstop              | Št. m. |
| --- | ------------------- | ------------------------- | ------------- | ----------------------- | ------ |
| 1   | Stirling Moss       | UDT-Laystall Racing Team  | Lotus-Climax  | 2.11:40.6               | 1      |
| 2   | Jim Clark           | Team Lotus                | Lotus-Climax  | + 10.0 s                | 3      |
| 3   | Tony Brooks         | Owen Racing Organisation  | BRM-Climax    | + 1:27.8 s              | 5      |
| 4   | Roy Salvadori       | Yeoman Credit Racing Team | Cooper-Climax | 75 krogov               | 6      |
| 5   | Dan Gurney          | Louise Bryden-Brown       | Lotus-Climax  | 74 krogov               | 12     |
| 6   | Tony Marsh          | Tony Marsh                | Lotus-Climax  | 71 krogov               | 13     |
| 7   | Tim Parnell         | Tim Parnell               | Lotus-Climax  | 71 krogov               | 19     |
| 8   | Henry Taylor        | UDT-Laystall Racing Team  | Lotus-Climax  | 69 krogov               | 10     |
| 9   | Trevor Taylor       | Team Lotus                | Lotus-Climax  | 69 krogov               | 11     |
| 10  | Giuseppe Maugeri    | Giuseppe Maugeri          | Cooper-Climax | 60 krogov               | 22     |
| 11  | Jo Bonnier          | UDT-Laystall Racing Team  | Lotus-Climax  | 57 krogov               | 15     |
| 12  | John Campbell-Jones | John Campbell-Jones       | Cooper-Climax | 57 krogov               | 23     |
| 13  | Graham Hill         | Owen Racing Organisation  | BRM-Climax    | 48 krogov               | 4      |
| Ods | Graham Eden         | Graham Eden               | Cooper-Climax | Motor                   | 17     |
| Ods | John Surtees        | Yeoman Credit Racing Team | Cooper-Climax | Trčenje                 | 2      |
| Ods | Keith Greene        | Gilby Engineering         | Gilby-Climax  | Motor                   | 24     |
| Ods | Bruce McLaren       | Cooper Car Company        | Cooper-Climax | Trčenje                 | 7      |
| Ods | Jack Brabham        | Cooper Car Company        | Cooper-Climax |                         | 8      |
| Ods | Jackie Lewis        | H & L Motors              | Cooper-Climax | Vžig                    | 9      |
| Ods | Alan Trow           | Alan Trow (Motor Cycles)  | Cooper-Climax | Motor                   | 18     |
| Ods | Michael May         | Scuderia Colonia          | Lotus-Climax  | Pregrevanje             | 14     |
| Ods | Brian Naylor        | JBW Car Co                | JBW-Maserati  | Pregrevanje             | 20     |
| Ods | Wolfgang Seidel     | Scuderia Colonia          | Lotus-Climax  | Menjalnik               | 16     |
| Ods | Bernard Collomb     | Bernard Collomb           | Cooper-Climax | Črpalka za gorivo       | 21     |
| DNS | Shane Summers       | Terry Bartram             | Cooper-Climax | Smrtna nesreča          | -      |
| WD  | Cliff Allison       | UDT-Laystall Racing Team  | Lotus-Climax  | Dirkal je Moss          | -      |
| WD  | Bruce Halford       | Jim Diggory               | Lotus-Climax  | Nepripravljen dirkalnik | -      |